# Élections législatives de 2024 dans les Hauts-de-Seine
Les élections législatives françaises de 2024 dans les Hauts-de-Seine se déroulent les 30 juin et 7 juillet 2024 dans le cadre des élections législatives. Dans le département, treize députés sont à élire dans le cadre de treize circonscriptions, à la suite de la dissolution de l'Assemblée nationale par Emmanuel Macron.
Le choix de cette dissolution est pris après la défaite de la liste Renaissance aux élections européennes qui ont eu lieu le 9 juin 2024.

## Contexte
| Circonscription | RN      | ENS     | PS - PP | LFI     | LR      |
| --------------- | ------- | ------- | ------- | ------- | ------- |
| Circonscription |         |         |         |         |         |
| 1re             | 14,09 % | 8,6 %   | 9,8 %   | 43,86 % | 3,96 %  |
| 2e              | 10,95 % | 19,23 % | 18,49 % | 17,4 %  | 11,53 % |
| 3e              | 14,01 % | 20,81 % | 16,67 % | 13,16 % | 13,94 % |
| 4e              | 13,44 % | 15,62 % | 14,27 % | 27,24 % | 8,11 %  |
| 5e              | 13,02 % | 17,64 % | 15,84 % | 17,57 % | 14,01 % |
| 6e              | 14,43 % | 21,91 % | 10,84 % | 9,72 %  | 20,3 %  |
| 7e              | 13,89 % | 24,49 % | 15,74 % | 8,97 %  | 15,74 % |
| 8e              | 12,25 % | 22,73 % | 18,33 % | 9,99 %  | 13,6 %  |
| 9e              | 11,58 % | 24,32 % | 15,57 % | 6,87 %  | 19,61 % |
| 10e             | 11,88 % | 21 %    | 19,64 % | 13,33 % | 10,99 % |
| 11e             | 11,86 % | 14,12 % | 20,45 % | 22,41 % | 5,95 %  |
| 12e             | 16,18 % | 17,63 % | 18,43 % | 13,83 % | 9,31 %  |
| 13e             | 12,58 % | 20,89 % | 18,38 % | 13,68 % | 10,65 % |

## Système électoral
Les élections législatives ont lieu au scrutin uninominal majoritaire à deux tours dans des circonscriptions uninominales.
Est élu au premier tour le candidat qui réunit la majorité absolue des suffrages exprimés et un nombre de voix au moins égal au quart des électeurs inscrits dans la circonscription, soit 25 %. Si aucun des candidats ne satisfait ces conditions, un second tour est organisé entre les candidats ayant réuni un nombre de voix au moins égal à un huitième des inscrits, soit 12,5 %. Les deux candidats arrivés en tête du 1er tour se maintiennent néanmoins par défaut si un seul ou aucun d'entre eux n'a atteint ce seuil. Au second tour, le candidat arrivé en tête est déclaré élu,.
Le seuil de qualification basé sur un pourcentage du total des inscrits et non des suffrages exprimés rend plus difficile l'accès au second tour lorsque l'abstention est élevée. Le système permet en revanche l'accès au second tour de plus de deux candidats si plusieurs d'entre eux franchissent le seuil de 12,5 % des inscrits. Les candidats en lice au second tour peuvent ainsi être trois, un cas de figure appelé « triangulaire ». Les second tours où s'affrontent quatre candidats, appelés « quadrangulaire » sont également possibles, mais beaucoup plus rares,.

### Partis et nuances
Les résultats des élections sont publiés en France par le ministère de l'Intérieur, qui classe les partis en leur attribuant des nuances politiques. Ces dernières sont décidées par les préfets, qui les attribuent indifféremment de l'étiquette politique déclarée par les candidats, qui peut être celle d'un parti ou une candidature sans étiquette.
Seuls le Parti communiste français (COM), La France insoumise (FI), le Parti socialiste (SOC), le Parti radical de gauche (RDG), Les Écologistes (VEC), Renaissance (RE), le Mouvement démocrate (MDM), Horizons (HOR), l'Union des démocrates et indépendants (UDI), Les Républicains (LR), le Rassemblement national (RN) et Reconquête (REC) se voient attribuer en 2024 des nuances propres. Les coalitions Ensemble et Nouveau front populaire, ainsi que les candidats de l'alliance LR-Ciotti-RN, en bénéficient également indirectement, les nuances Ensemble ! (Majorité présidentielle) (ENS), Union de la gauche (UG) et Union de l'extrême-droite (UXD) étant attribuables aux candidats bénéficiant respectivement du soutien de deux partis du centre, de deux partis de gauche ou de deux partis d'extrême-droite,.
Tous les autres partis se voient attribuer l'une ou l'autre des nuances suivantes : EXG (extrême gauche), DVG (divers gauche), ECO (écologiste), REG (régionaliste), DVC (divers centre), DVD (divers droite), DSV (droite souverainiste) et EXD (extrême droite). Des partis comme Debout la France ou Lutte ouvrière ne disposent ainsi pas de nuances propres, et leurs résultats nationaux ne sont pas publiés séparément par le ministère, car mélangés avec d'autres partis (respectivement dans les nuances DSV et EXG).

## Résultats

### Élus
| Circonscription                                 | Député sortant                               | Parti ou nuance | Parti ou nuance | Groupe    | Député élu ou réélu | Parti ou nuance | Parti ou nuance | Groupe   |
| ----------------------------------------------- | -------------------------------------------- | --------------- | --------------- | --------- | ------------------- | --------------- | --------------- | -------- |
| 1re                                             | Elsa Faucillon                               |                 | PCF             | GDR-NUPES | Elsa Faucillon      |                 | PCF             | GDR      |
| 2e                                              | Francesca Pasquini                           |                 | G·s             | ÉCO-NUPES | Thomas Lam          |                 | LR              | HOR      |
| 3e                                              | Philippe Juvin                               |                 | LR              | LR        | Philippe Juvin      |                 | LR              | DR       |
| 4e                                              | Sabrina Sebaihi                              |                 | LÉ              | ÉCO-NUPES | Sabrina Sebaihi     |                 | LÉ              | ÉcoS     |
| 5e                                              | Céline Calvez                                |                 | RE              | RE        | Céline Calvez       |                 | RE              | EPR      |
| 6e                                              | Constance Le Grip                            |                 | RE              | RE        | Constance Le Grip   |                 | RE              | app. EPR |
| 7e                                              | Pierre Cazeneuve                             |                 | RE              | RE        | Pierre Cazeneuve    |                 | RE              | EPR      |
| 8e                                              | Virginie Lanlo suppléante de Prisca Thevenot |                 | UDI             | RE        | Prisca Thevenot     |                 | RE              | EPR      |
| 9e                                              | Emmanuel Pellerin*                           |                 | RE              | RE        | Stéphane Séjourné   |                 | RE              | EPR      |
| 10e                                             | Claire Guichard suppléante de Gabriel Attal  |                 | RE              | RE        | Gabriel Attal       |                 | RE              | EPR      |
| 11e                                             | Aurélien Saintoul                            |                 | LFI             | LFI-NUPES | Aurélien Saintoul   |                 | LFI             | LFI-NFP  |
| 12e                                             | Jean-Louis Bourlanges*                       |                 | MoDem           | DEM       | Jean-Didier Berger  |                 | LR - SL         | DR       |
| 13e                                             | Maud Bregeon                                 |                 | RE              | RE        | Maud Bregeon        |                 | RE              | EPR      |
| * député sortant ne se représentant pas en 2024 |                                              |                 |                 |           |                     |                 |                 |          |

### Taux de participation
| Taux de participation | 1er tour | 1er tour | 1er tour   | 2d tour | 2d tour | 2d tour    | Différence entre les deux tours |
| Taux de participation | En 2022  | En 2024  | Différence | En 2022 | En 2024 | Différence | Différence entre les deux tours |
| --------------------- | -------- | -------- | ---------- | ------- | ------- | ---------- | ------------------------------- |
| À midi                | 16,64 %  | 18,47 %  | 1,83       | 12 %    |         |            |                                 |
| À 17 heures           | 37,08 %  | 55,32 %  | 18,24      | 36,55 % |         |            |                                 |
| Final                 | 53,29 %  | 72,51 %  | 19,22      | 52,09 % | 68,30 % | 16,21      | 4,21                            |

### Cartes

Nuance politique des candidats arrivés en tête dans chaque commune au 1er tour.
Nuance politique des candidats arrivés en tête dans chaque commune au 2e tour.

### Résultats à l'échelle du département

#### Résultats par coalition
| Parti                                       | Parti                                                    | Parti                                                    | Premier tour | Premier tour | Premier tour | Second tour   | Second tour   | Second tour | Total Sièges  | +/-           |
| Parti                                       | Parti                                                    | Parti                                                    | Voix         | %            | Sièges       | Voix          | %             | Sièges      | Total Sièges  | +/-           |
| ------------------------------------------- | -------------------------------------------------------- | -------------------------------------------------------- | ------------ | ------------ | ------------ | ------------- | ------------- | ----------- | ------------- | ------------- |
|                                             |                                                          | Parti socialiste (PS)                                    | 105 804      | 14,68        | 0            | 93 011        | 20,46         | 0           | 0             | en stagnation |
|                                             | La France insoumise (LFI)                                | 50 637                                                   | 7,02         | 1            | 10 241       | 2,25          | 0             | 1           | en stagnation |               |
|                                             | Les Écologistes (LÉ)                                     | 36 397                                                   | 5,05         | 0            | 38 577       | 8,49          | 1             | 1           | 1             |               |
|                                             | Parti communiste français (PCF)                          | 26 225                                                   | 3,64         | 1            |              |               |               | 1           | en stagnation |               |
|                                             | Génération.s (G.s)                                       | 20 683                                                   | 2,87         | 0            | 22 264       | 4,90          | 0             | 0           | Nv            |               |
|                                             | Place publique (PP)                                      | 19 939                                                   | 2,77         | 0            | 21 676       | 4,77          | 0             | 0           | Nv            |               |
| Total Nouveau Front populaire (NFP)         | Total Nouveau Front populaire (NFP)                      | 259 685                                                  | 36,02        | 2            | 185 769      | 40,86         | 1             | 3           | 1             |               |
|                                             |                                                          | Renaissance (RE)                                         | 187 603      | 26,03        | 1            | 169 267       | 37,23         | 6           | 7             | en stagnation |
|                                             | Horizons (HOR)                                           | 15 899                                                   | 2,21         | 0            | 20 309       | 4,47          | 0             | 0           | Nv            |               |
| Total Ensemble pour la République (ENS)     | Total Ensemble pour la République (ENS)                  | 203 502                                                  | 28,23        | 1            | 189 576      | 41,70         | 6             | 7           | 1             |               |
|                                             |                                                          | Les Républicains (LR)                                    | 118 215      | 16,40        | 1            | 79 293        | 17,44         | 2           | 3             | 2             |
| Total Union de la droite et du centre (UDC) | Total Union de la droite et du centre (UDC)              | 118 215                                                  | 16,40        | 1            | 79 293       | 17,44         | 2             | 3           | 2             |               |
|                                             |                                                          | Rassemblement national (RN)                              | 76 767       | 10,65        | 0            |               |               |             | 0             | en stagnation |
|                                             | Républicains à droite (RÀD)                              | 31 930                                                   | 4,43         | 0            | 0            | Nv            |               |             |               |               |
| Total Rassemblement national et alliés (RN) | Total Rassemblement national et alliés (RN)              | 108 697                                                  | 15,08        | 0            | 0            | en stagnation |               |             |               |               |
|                                             | Reconquête (REC)                                         | Reconquête (REC)                                         | 10 392       | 1,44         | 0            | 0             | en stagnation |             |               |               |
|                                             | Lutte ouvrière (LO)                                      | Lutte ouvrière (LO)                                      | 4 489        | 0,62         | 0            | 0             | en stagnation |             |               |               |
|                                             | Équinoxe                                                 | Équinoxe                                                 | 3 516        | 0,49         | 0            | 0             | Nv            |             |               |               |
|                                             |                                                          | Les Universalistes (UNIV)                                | 2 730        | 0,38         | 0            | 0             | en stagnation |             |               |               |
| Total Tous unis pour le vivant (TUPV)       | Total Tous unis pour le vivant (TUPV)                    | 2 730                                                    | 0,38         | 0            | 0            | en stagnation |               |             |               |               |
|                                             | Verts démocrates (VD)                                    | Verts démocrates (VD)                                    | 1 635        | 0,23         | 0            | 0             | Nv            |             |               |               |
|                                             |                                                          | Alliance centriste (AC)                                  | 1 023        | 0,14         | 0            | 0             | Nv            |             |               |               |
|                                             | Rester libre ! (RL)                                      | 227                                                      | 0,03         | 0            | 0            | Nv            |               |             |               |               |
|                                             | Europe Égalité Écologie ! (EÉÉ)                          | 117                                                      | 0,02         | 0            | 0            | Nv            |               |             |               |               |
| Total Le Centre (LC)                        | Total Le Centre (LC)                                     | 1 367                                                    | 0,19         | 0            | 0            | en stagnation |               |             |               |               |
|                                             | Dissidents Ensemble pour la République                   | Dissidents Ensemble pour la République                   | 1 188        | 0,16         | 0            | 0             | en stagnation |             |               |               |
|                                             | Écologie au centre (ÉAC)                                 | Écologie au centre (ÉAC)                                 | 891          | 0,12         | 0            | 0             | en stagnation |             |               |               |
|                                             | Nouveau Parti anticapitaliste - Révolutionnaires (NPA-R) | Nouveau Parti anticapitaliste - Révolutionnaires (NPA-R) | 770          | 0,11         | 0            | 0             | en stagnation |             |               |               |
|                                             | Nouvelle Énergie (NÉ)                                    | Nouvelle Énergie (NÉ)                                    | 542          | 0,08         | 0            | 0             | Nv            |             |               |               |
|                                             |                                                          | L'Écologie autrement (LÉA)                               | 350          | 0,05         | 0            | 0             | Nv            |             |               |               |
| Total Le Rassemblement (RAS)                | Total Le Rassemblement (RAS)                             | 350                                                      | 0,05         | 0            | 0            | Nv            |               |             |               |               |
|                                             | Décidons nous-mêmes ! (DNM)                              | Décidons nous-mêmes ! (DNM)                              | 304          | 0,04         | 0            | 0             | Nv            |             |               |               |
|                                             | Parti des travailleurs (PT)                              | Parti des travailleurs (PT)                              | 196          | 0,03         | 0            | 0             | en stagnation |             |               |               |
|                                             | Autres partis                                            | Autres partis                                            | 406          | 0,06         | 0            | 0             | en stagnation |             |               |               |
|                                             | Sans étiquette (SE)                                      | Sans étiquette (SE)                                      | 1 977        | 0,27         | 0            | 0             | en stagnation |             |               |               |
|                                             |                                                          |                                                          |              |              |              |               |               |             |               |               |
| Suffrages exprimés                          | Suffrages exprimés                                       | Suffrages exprimés                                       | 720 852      | 98,18        |              | 454 638       | 94,83         |             |               |               |
| Votes blancs                                | Votes blancs                                             | Votes blancs                                             | 11 072       | 1,51         | 21 358       | 4,45          |               |             |               |               |
| Votes nuls                                  | Votes nuls                                               | Votes nuls                                               | 2 317        | 0,32         | 3 423        | 0,71          |               |             |               |               |
| Total                                       | Total                                                    | Total                                                    | 734 241      | 100          | 4            | 479 419       | 100           | 9           | 13            | en stagnation |
| Abstention                                  | Abstention                                               | Abstention                                               | 278 346      | 27,49        |              | 222 491       | 31,70         |             |               |               |
| Inscrits/Participation                      | Inscrits/Participation                                   | Inscrits/Participation                                   | 1 012 587    | 72,51        | 701 910      | 68,30         |               |             |               |               |

#### Résultats par nuances
| Nuance                 | Nuance                               | Nuance                 | Premier tour | Premier tour | Premier tour | Second tour | Second tour   | Second tour | Total Sièges | +/-           |  |
| Nuance                 | Nuance                               | Nuance                 | Voix         | %            | Sièges       | Voix        | %             | Sièges      | Total Sièges | +/-           |  |
| ---------------------- | ------------------------------------ | ---------------------- | ------------ | ------------ | ------------ | ----------- | ------------- | ----------- | ------------ | ------------- |  |
|                        | Union de la gauche                   | UG                     | 259 685      | 36,02        | 2            | 185 769     | 40,86         | 1           | 3            | 1             |  |
|                        | Ensemble pour la République !        | ENS                    | 203 502      | 28,23        | 1            | 189 576     | 41,70         | 6           | 7            | 1             |  |
|                        | Les Républicains                     | LR                     | 118 215      | 16,40        | 1            | 79 293      | 17,44         | 2           | 3            | 2             |  |
|                        | Rassemblement national               | RN                     | 76 767       | 10,65        | 0            |             |               |             | 0            | en stagnation |  |
|                        | Union de l'extrême droite            | UXD                    | 31 930       | 4,43         | 0            | 0           | Nv            |             |              |               |  |
|                        | Reconquête                           | REC                    | 10 392       | 1,44         | 0            | 0           | en stagnation |             |              |               |  |
|                        | Ecologistes                          | ECO                    | 5 628        | 0,78         | 0            | 0           | en stagnation |             |              |               |  |
|                        | Extrême gauche                       | EXG                    | 5 259        | 0,73         | 0            | 0           | en stagnation |             |              |               |  |
|                        | Divers centre                        | DVC                    | 4 672        | 0,65         | 0            | 0           | en stagnation |             |              |               |  |
|                        | Divers gauche                        | DVG                    | 2 523        | 0,35         | 0            | 0           | en stagnation |             |              |               |  |
|                        | Union des démocrates et indépendants | UDI                    | 1 487        | 0,21         | 0            | 0           | en stagnation |             |              |               |  |
|                        | Divers                               | DIV                    | 700          | 0,10         | 0            | 0           | en stagnation |             |              |               |  |
|                        | Divers droite                        | DVD                    | 92           | 0,01         | 0            | 0           | en stagnation |             |              |               |  |
|                        |                                      |                        |              |              |              |             |               |             |              |               |  |
| Suffrages exprimés     | Suffrages exprimés                   | Suffrages exprimés     | 720 852      | 98,18        |              | 454 638     | 94,83         |             |              |               |  |
| Votes blancs           | Votes blancs                         | Votes blancs           | 11 072       | 1,51         | 21 358       | 4,45        |               |             |              |               |  |
| Votes nuls             | Votes nuls                           | Votes nuls             | 2 317        | 0,32         | 3 423        | 0,71        |               |             |              |               |  |
| Total                  | Total                                | Total                  | 734 241      | 100          | 4            | 479 419     | 100           | 9           | 13           | en stagnation |  |
| Abstention             | Abstention                           | Abstention             | 278 346      | 27,49        |              | 222 491     | 31,70         |             |              |               |  |
| Inscrits/Participation | Inscrits/Participation               | Inscrits/Participation | 1 012 587    | 72,51        | 701 910      | 68,30       |               |             |              |               |  |

### Résultats par circonscription

#### Première circonscription
Députée sortante : Elsa Faucillon (Parti communiste français).
| Candidat                 | Candidat                 | Parti et coalition       | Nuance                   | Premier tour | Premier tour |
| Candidat                 | Candidat                 | Parti et coalition       | Nuance                   | Voix         | %            |
| ------------------------ | ------------------------ | ------------------------ | ------------------------ | ------------ | ------------ |
|                          | Elsa Faucillon           | PCF (NFP)                | UG                       | 26 225       | 64,83        |
|                          | Mariam Camara            | RN                       | RN                       | 5 464        | 13,51        |
|                          | Frédéric Sarkis          | RE (ENS)                 | ENS                      | 5 369        | 13,27        |
|                          | Diane de Longueville     | LR (UDC)                 | LR                       | 1 752        | 4,33         |
|                          | Nicolas Fégeant          | VD - UDI                 | UDI                      | 596          | 1,47         |
|                          | Zina Bounab              | LO                       | EXG                      | 368          | 0,91         |
|                          | Marie-Laure Decaillet    | REC                      | REC                      | 346          | 0,86         |
|                          | Armelle Pertus           | NPA-R                    | EXG                      | 218          | 0,54         |
|                          | Marine Massonneau        | EÉÉ (LC)                 | DVC                      | 117          | 0,29         |
|                          |                          |                          |                          |              |              |
| Suffrages exprimés       | Suffrages exprimés       | Suffrages exprimés       | Suffrages exprimés       | 40 455       | 97,57        |
| Votes blancs             | Votes blancs             | Votes blancs             | Votes blancs             | 831          | 2,00         |
| Votes nuls               | Votes nuls               | Votes nuls               | Votes nuls               | 177          | 0,43         |
| Total                    | Total                    | Total                    | Total                    | 41 463       | 100          |
| Abstention               | Abstention               | Abstention               | Abstention               | 26 255       | 38,77        |
| Inscrits / participation | Inscrits / participation | Inscrits / participation | Inscrits / participation | 67 718       | 61,23        |

#### Deuxième circonscription
Députée sortante : Francesca Pasquini (Génération.s).
| Candidat                 | Candidat                 | Parti et coalition       | Nuance                   | Premier tour | Premier tour | Second tour | Second tour |
| Candidat                 | Candidat                 | Parti et coalition       | Nuance                   | Voix         | %            | Voix        | %           |
| ------------------------ | ------------------------ | ------------------------ | ------------------------ | ------------ | ------------ | ----------- | ----------- |
|                          | Thomas Lam               | LR (UDC)                 | LR                       | 21 760       | 41,59        | 27 036      | 54,84       |
|                          | Francesca Pasquini       | G.s (NFP)                | UG                       | 20 683       | 39,53        | 22 264      | 45,16       |
|                          | Anne-Caroline Gallimard  | RÀD (RN)                 | UXD                      | 6 817        | 13,03        |             |             |
|                          | Sébastien Phan,          | HOR diss.                | DVC                      | 1 188        | 2,27         |             |             |
|                          | Julia Pettitt            | REC                      | REC                      | 637          | 1,22         |             |             |
|                          | Ahmed Lakrafi            | AC (LC)                  | DVC                      | 564          | 1,08         |             |             |
|                          | Julien Puertas           | LO                       | EXG                      | 360          | 0,69         |             |             |
|                          | Louis Duroulle           | SE                       | DVC                      | 317          | 0,61         |             |             |
|                          |                          |                          |                          |              |              |             |             |
| Suffrages exprimés       | Suffrages exprimés       | Suffrages exprimés       | Suffrages exprimés       | 52 326       | 98,19        | 49 300      | 97,11       |
| Votes blancs             | Votes blancs             | Votes blancs             | Votes blancs             | 777          | 1,46         | 1 206       | 2,38        |
| Votes nuls               | Votes nuls               | Votes nuls               | Votes nuls               | 186          | 0,35         | 262         | 0,52        |
| Total                    | Total                    | Total                    | Total                    | 53 289       | 100          | 50 768      | 100         |
| Abstention               | Abstention               | Abstention               | Abstention               | 18 402       | 25,67        | 20 944      | 29,21       |
| Inscrits / participation | Inscrits / participation | Inscrits / participation | Inscrits / participation | 71 691       | 74,33        | 71 712      | 70,79       |

#### Troisième circonscription
Député sortant : Philippe Juvin (Les Républicains)
| Candidat                 | Candidat                 | Parti et coalition       | Nuance                   | Premier tour | Premier tour |
| Candidat                 | Candidat                 | Parti et coalition       | Nuance                   | Voix         | %            |
| ------------------------ | ------------------------ | ------------------------ | ------------------------ | ------------ | ------------ |
|                          | Philippe Juvin           | LR (UDC)                 | LR                       | 31 109       | 52,09        |
|                          | Isabelle Dahan (d)       | PS (NFP)                 | UG                       | 18 774       | 31,44        |
|                          | Carole Roussel           | RN                       | RN                       | 8 478        | 14,20        |
|                          | Marc Gérard              | REC                      | REC                      | 992          | 1,66         |
|                          | Aline Fradin             | LO                       | EXG                      | 364          | 0,61         |
|                          |                          |                          |                          |              |              |
| Suffrages exprimés       | Suffrages exprimés       | Suffrages exprimés       | Suffrages exprimés       | 59 717       | 98,35        |
| Votes blancs             | Votes blancs             | Votes blancs             | Votes blancs             | 897          | 1,48         |
| Votes nuls               | Votes nuls               | Votes nuls               | Votes nuls               | 107          | 0,18         |
| Total                    | Total                    | Total                    | Total                    | 60 721       | 100          |
| Abstention               | Abstention               | Abstention               | Abstention               | 22 374       | 26,93        |
| Inscrits / participation | Inscrits / participation | Inscrits / participation | Inscrits / participation | 83 095       | 73,07        |

#### Quatrième circonscription
Députée sortante : Sabrina Sebaihi (Les Écologistes).
| Candidat                 | Candidat                 | Parti et coalition       | Nuance                   | Premier tour | Premier tour | Second tour | Second tour |
| Candidat                 | Candidat                 | Parti et coalition       | Nuance                   | Voix         | %            | Voix        | %           |
| ------------------------ | ------------------------ | ------------------------ | ------------------------ | ------------ | ------------ | ----------- | ----------- |
|                          | Sabrina Sebaihi          | LÉ (NFP)                 | UG                       | 26 373       | 49,13        | 28 034      | 57,99       |
|                          | Isabelle de Crécy        | HOR (ENS)                | ENS                      | 15 899       | 29,62        | 20 309      | 42,01       |
|                          | Mélina Bravo             | RN                       | RN                       | 8 185        | 15,25        |             |             |
|                          | Aurélie Vonsy            | Équinoxe                 | ECO                      | 1 086        | 2,02         |             |             |
|                          | Régis Valette            | REC                      | REC                      | 758          | 1,41         |             |             |
|                          | Laurent Strumanne        | LO                       | EXG                      | 425          | 0,79         |             |             |
|                          | Mathilde Eisenberg       | NPA-R                    | EXG                      | 391          | 0,73         |             |             |
|                          | Valéry Barny             | CR                       | DVG                      | 297          | 0,55         |             |             |
|                          | Sean Phillip McCoy       | SE                       | DVG                      | 263          | 0,49         |             |             |
|                          |                          |                          |                          |              |              |             |             |
| Suffrages exprimés       | Suffrages exprimés       | Suffrages exprimés       | Suffrages exprimés       | 53 677       | 97,80        | 48 343      | 95,03       |
| Votes blancs             | Votes blancs             | Votes blancs             | Votes blancs             | 1 002        | 1,83         | 2 170       | 4,27        |
| Votes nuls               | Votes nuls               | Votes nuls               | Votes nuls               | 204          | 0,37         | 358         | 0,70        |
| Total                    | Total                    | Total                    | Total                    | 54 883       | 100          | 50 871      | 100         |
| Abstention               | Abstention               | Abstention               | Abstention               | 26 195       | 32,31        | 30 220      | 37,27       |
| Inscrits / participation | Inscrits / participation | Inscrits / participation | Inscrits / participation | 81 078       | 67,69        | 81 091      | 62,73       |

#### Cinquième circonscription
Députée sortante : Céline Calvez (Renaissance).
| Candidat                 | Candidat                 | Parti et coalition       | Nuance                   | Premier tour | Premier tour | Second tour | Second tour |
| Candidat                 | Candidat                 | Parti et coalition       | Nuance                   | Voix         | %            | Voix        | %           |
| ------------------------ | ------------------------ | ------------------------ | ------------------------ | ------------ | ------------ | ----------- | ----------- |
|                          | Raphaël Pitti            | PP (NFP)                 | UG                       | 19 939       | 36,54        | 21 676      | 43,95       |
|                          | Céline Calvez            | RE (ENS)                 | ENS                      | 17 255       | 31,62        | 27 642      | 56,05       |
|                          | Amélie Pinçon            | RÀD (RN)                 | UXD                      | 7 869        | 14,42        |             |             |
|                          | Sophie Deschiens         | LR (UDC)                 | LR                       | 6 935        | 12,71        |             |             |
|                          | Hayat Bakhti,            | ÉAC                      | UDI                      | 891          | 1,63         |             |             |
|                          | Josette Botet            | REC                      | REC                      | 571          | 1,05         |             |             |
|                          | Benjamin Dewhurst        | NÉ                       | DIV                      | 542          | 0,99         |             |             |
|                          | Mireille Lambert         | LO                       | EXG                      | 343          | 0,63         |             |             |
|                          | Alexandra Riu            | RL (LC)                  | DVC                      | 227          | 0,42         |             |             |
|                          |                          |                          |                          |              |              |             |             |
| Suffrages exprimés       | Suffrages exprimés       | Suffrages exprimés       | Suffrages exprimés       | 54 572       | 98,81        | 49 318      | 95,02       |
| Votes blancs             | Votes blancs             | Votes blancs             | Votes blancs             | 423          | 0,77         | 1 850       | 3,56        |
| Votes nuls               | Votes nuls               | Votes nuls               | Votes nuls               | 232          | 0,42         | 735         | 1,42        |
| Total                    | Total                    | Total                    | Total                    | 55 227       | 100          | 51 903      | 100         |
| Abstention               | Abstention               | Abstention               | Abstention               | 22 261       | 28,73        | 25 611      | 33,04       |
| Inscrits / participation | Inscrits / participation | Inscrits / participation | Inscrits / participation | 77 488       | 71,27        | 77 514      | 66,96       |

#### Sixième circonscription
Députée sortante : Constance Le Grip (Renaissance).
| Candidat                 | Candidat                 | Parti et coalition       | Nuance                   | Premier tour | Premier tour | Second tour | Second tour |
| Candidat                 | Candidat                 | Parti et coalition       | Nuance                   | Voix         | %            | Voix        | %           |
| ------------------------ | ------------------------ | ------------------------ | ------------------------ | ------------ | ------------ | ----------- | ----------- |
|                          | Constance Le Grip        | RE (ENS)                 | ENS                      | 22 627       | 40,14        | 22 960      | 45,02       |
|                          | Geoffroy Didier          | LR (UDC)                 | LR                       | 11 217       | 19,90        | 17 802      | 34,90       |
|                          | Sihame Muscianisi        | LFI (NFP)                | UG                       | 10 857       | 19,26        | 10 241      | 20,08       |
|                          | Alexis Pany              | RÀD (RN)                 | UXD                      | 9 512        | 16,88        |             |             |
|                          | Jean Messiha             | REC                      | REC                      | 1 776        | 3,15         |             |             |
|                          | Françoise Marcel         | LO                       | EXG                      | 352          | 0,62         |             |             |
|                          | François-Xavier Deroche  | SE                       | DVC                      | 25           | 0,04         |             |             |
|                          |                          |                          |                          |              |              |             |             |
| Suffrages exprimés       | Suffrages exprimés       | Suffrages exprimés       | Suffrages exprimés       | 56 366       | 98,50        | 51 003      | 97,18       |
| Votes blancs             | Votes blancs             | Votes blancs             | Votes blancs             | 702          | 1,23         | 1 170       | 2,23        |
| Votes nuls               | Votes nuls               | Votes nuls               | Votes nuls               | 156          | 0,27         | 308         | 0,59        |
| Total                    | Total                    | Total                    | Total                    | 57 224       | 100          | 52 481      | 100         |
| Abstention               | Abstention               | Abstention               | Abstention               | 19 223       | 25,15        | 23 970      | 31,35       |
| Inscrits / participation | Inscrits / participation | Inscrits / participation | Inscrits / participation | 76 447       | 74,85        | 76 451      | 68,65       |

#### Septième circonscription
Député sortant : Pierre Cazeneuve (Renaissance).
| Candidat                 | Candidat                 | Parti et coalition       | Nuance                   | Premier tour | Premier tour |
| Candidat                 | Candidat                 | Parti et coalition       | Nuance                   | Voix         | %            |
| ------------------------ | ------------------------ | ------------------------ | ------------------------ | ------------ | ------------ |
|                          | Pierre Cazeneuve         | RE (ENS)                 | ENS                      | 34 053       | 53,20        |
|                          | Lucas Peyret             | LFI (NFP)                | UG                       | 14 749       | 23,04        |
|                          | Christine Pastor         | RN                       | RN                       | 12 057       | 18,84        |
|                          | Charlotte Richard        | Équinoxe                 | ECO                      | 1 633        | 2,55         |
|                          | Rémi Carillon            | REC                      | REC                      | 1 083        | 1,69         |
|                          | Cécile Abad              | LO                       | EXG                      | 431          | 0,67         |
|                          |                          |                          |                          |              |              |
| Suffrages exprimés       | Suffrages exprimés       | Suffrages exprimés       | Suffrages exprimés       | 64 006       | 97,71        |
| Votes blancs             | Votes blancs             | Votes blancs             | Votes blancs             | 1 198        | 1,83         |
| Votes nuls               | Votes nuls               | Votes nuls               | Votes nuls               | 304          | 0,46         |
| Total                    | Total                    | Total                    | Total                    | 65 508       | 100          |
| Abstention               | Abstention               | Abstention               | Abstention               | 22 831       | 25,84        |
| Inscrits / participation | Inscrits / participation | Inscrits / participation | Inscrits / participation | 88 339       | 74,16        |

#### Huitième circonscription
Députée sortante : Virginie Lanlo (Union des démocrates et indépendants), élue en 2022 en tant que suppléante de Prisca Thevenot (Renaissance).
| Candidat                 | Candidat                 | Parti et coalition       | Nuance                   | Premier tour | Premier tour | Second tour | Second tour |
| Candidat                 | Candidat                 | Parti et coalition       | Nuance                   | Voix         | %            |             | %           |
| ------------------------ | ------------------------ | ------------------------ | ------------------------ | ------------ | ------------ | ----------- | ----------- |
|                          | Prisca Thévenot          | RE (ENS)                 | ENS                      | 20 274       | 39,91        | 27 453      | 62,44       |
|                          | Salomé Nicolas-Chavance  | PS (NFP)                 | UG                       | 15 392       | 30,30        | 16 516      | 37,56       |
|                          | Delphine Veissière       | RN                       | RN                       | 7 979        | 15,71        |             |             |
|                          | Cécile Richez            | LR (UDC)                 | LR                       | 4 959        | 9,76         |             |             |
|                          | Miron Cusa               | UNIV (TUPV)              | DVG                      | 968          | 1,91         |             |             |
|                          | Adélaïde Motte           | REC                      | REC                      | 626          | 1,23         |             |             |
|                          | Adam Brahimi-Semper      | LÉA (RAS)                | ECO                      | 350          | 0,69         |             |             |
|                          | Philippe Hénique         | LO                       | EXG                      | 196          | 0,39         |             |             |
|                          | Jean-Baptiste Layly      | SE                       | DIV                      | 49           | 0,10         |             |             |
|                          |                          |                          |                          |              |              |             |             |
| Suffrages exprimés       | Suffrages exprimés       | Suffrages exprimés       | Suffrages exprimés       | 50 793       | 98,44        | 43 969      | 92,51       |
| Votes blancs             | Votes blancs             | Votes blancs             | Votes blancs             | 687          | 1,33         | 3 041       | 6,40        |
| Votes nuls               | Votes nuls               | Votes nuls               | Votes nuls               | 117          | 0,23         | 517         | 1,09        |
| Total                    | Total                    | Total                    | Total                    | 51 597       | 100          | 47 527      | 100         |
| Abstention               | Abstention               | Abstention               | Abstention               | 16 608       | 24,35        | 20 695      | 30,33       |
| Inscrits / participation | Inscrits / participation | Inscrits / participation | Inscrits / participation | 68 205       | 75,65        | 68 222      | 69,67       |

#### Neuvième circonscription
Député sortant : Emmanuel Pellerin (Renaissance), qui ne se représente pas.
Il n'a pas été possible de voter nul dans cette circonscription, le vote étant entièrement électronique dans la commune de Boulogne-Billancourt, et la disposition technique n'autorisant pas le vote nul. Aucun vote nul n'a donc été enregistré.
| Candidat                 | Candidat                 | Parti et coalition       | Nuance                   | Premier tour | Premier tour | Second tour | Second tour |
| Candidat                 | Candidat                 | Parti et coalition       | Nuance                   | Voix         | %            | Voix        | %           |
| ------------------------ | ------------------------ | ------------------------ | ------------------------ | ------------ | ------------ | ----------- | ----------- |
|                          | Stéphane Séjourné        | RE (ENS)                 | ENS                      | 21 593       | 46,07        | 27 978      | 72,63       |
|                          | Pauline Rapilly-Ferniot  | LÉ (NFP)                 | UG                       | 10 024       | 21,39        | 10 543      | 27,37       |
|                          | Virginie Mathot          | LR (UDC)                 | LR                       | 7 108        | 15,17        |             |             |
|                          | Julia Carrasco           | RN                       | RN                       | 6 528        | 13,93        |             |             |
|                          | Joseph Samoun            | REC                      | REC                      | 840          | 1,79         |             |             |
|                          | Hazrije Mustafic         | AC (LC)                  | DVC                      | 459          | 0,98         |             |             |
|                          | Anne-Laure Chaudon       | LO                       | EXG                      | 225          | 0,48         |             |             |
|                          | Thierry Narboni          | SE                       | DVD                      | 92           | 0,20         |             |             |
|                          |                          |                          |                          |              |              |             |             |
| Suffrages exprimés       | Suffrages exprimés       | Suffrages exprimés       | Suffrages exprimés       | 46 869       | 98,33        | 38 521      | 92,08       |
| Votes blancs             | Votes blancs             | Votes blancs             | Votes blancs             | 796          | 1,67         | 3 314       | 7,92        |
| Total                    | Total                    | Total                    | Total                    | 47 665       | 100          | 41 835      | 100         |
| Abstention               | Abstention               | Abstention               | Abstention               | 15 798       | 24,89        | 21 641      | 34,09       |
| Inscrits / participation | Inscrits / participation | Inscrits / participation | Inscrits / participation | 63 463       | 75,11        | 63 476      | 65,91       |

#### Dixième circonscription
Députée sortante : Claire Guichard (Renaissance), élue en 2022 en tant que suppléante de Gabriel Attal (Renaissance).
| Candidat                 | Candidat                     | Parti et coalition       | Nuance                   | Premier tour | Premier tour | Second tour | Second tour |
| Candidat                 | Candidat                     | Parti et coalition       | Nuance                   | Voix         | %            | Voix        | %           |
| ------------------------ | ---------------------------- | ------------------------ | ------------------------ | ------------ | ------------ | ----------- | ----------- |
|                          | Gabriel Attal                | RE (ENS)                 | ENS                      | 25 675       | 43,85        | 29 924      | 58,23       |
|                          | Cécile Soubelet              | PS (NFP)                 | UG                       | 20 806       | 35,53        | 21 466      | 41,77       |
|                          | Sébastien Laye               | RÀD (RN)                 | UXD                      | 7 732        | 13,21        |             |             |
|                          | Clément Perrin               | LR (UDC)                 | LR                       | 2 972        | 5,08         |             |             |
|                          | Herlander Ferreira do Amaral | REC                      | REC                      | 766          | 1,31         |             |             |
|                          | Laurence Viguié              | LO                       | EXG                      | 315          | 0,54         |             |             |
|                          | Béatrice Guillemet           | DNM                      | DVG                      | 150          | 0,26         |             |             |
|                          | Nicolas Lemesle              | PLIB                     | DIV                      | 109          | 0,19         |             |             |
|                          | Esteban Ygouf                | SE                       | DVG                      | 28           | 0,05         |             |             |
|                          |                              |                          |                          |              |              |             |             |
| Suffrages exprimés       | Suffrages exprimés           | Suffrages exprimés       | Suffrages exprimés       | 58 553       | 98,14        | 51 390      | 93,35       |
| Votes blancs             | Votes blancs                 | Votes blancs             | Votes blancs             | 1 034        | 1,73         | 3 359       | 6,10        |
| Votes nuls               | Votes nuls                   | Votes nuls               | Votes nuls               | 76           | 0,13         | 299         | 0,54        |
| Total                    | Total                        | Total                    | Total                    | 59 663       | 100          | 55 048      | 100         |
| Abstention               | Abstention                   | Abstention               | Abstention               | 20 580       | 25,65        | 25 215      | 31,42       |
| Inscrits / participation | Inscrits / participation     | Inscrits / participation | Inscrits / participation | 80 243       | 74,35        | 80 263      | 68,58       |

#### Onzième circonscription
Député sortant : Aurélien Saintoul (La France insoumise).
| Candidat                 | Candidat                                   | Parti et coalition       | Nuance                   | Premier tour | Premier tour |
| Candidat                 | Candidat                                   | Parti et coalition       | Nuance                   | Voix         | %            |
| ------------------------ | ------------------------------------------ | ------------------------ | ------------------------ | ------------ | ------------ |
|                          | Aurélien Saintoul                          | LFI (NFP)                | UG                       | 25 031       | 50,14        |
|                          | Laurianne Rossi                            | RE - TdP (ENS)           | ENS                      | 15 036       | 30,12        |
|                          | Juliette Châtelain                         | RN                       | RN                       | 6 737        | 13,49        |
|                          | Éric Roux                                  | VD - UDI                 | DVC                      | 1 039        | 2,08         |
|                          | Renaud Couzin                              | Équinoxe                 | ECO                      | 797          | 1,60         |
|                          | Suzanne Baclet                             | REC                      | REC                      | 491          | 0,98         |
|                          | Franck Rollot                              | LO                       | EXG                      | 281          | 0,56         |
|                          | Olivier Gardent                            | PT                       | DVG                      | 196          | 0,39         |
|                          | Xavier Chiarelli                           | NPA-R                    | EXG                      | 161          | 0,32         |
|                          | Philippe de Trentinian dit Philippe Ponge, | DNM                      | DVG                      | 154          | 0,31         |
|                          |                                            |                          |                          |              |              |
| Suffrages exprimés       | Suffrages exprimés                         | Suffrages exprimés       | Suffrages exprimés       | 49 923       | 98,12        |
| Votes blancs             | Votes blancs                               | Votes blancs             | Votes blancs             | 647          | 1,27         |
| Votes nuls               | Votes nuls                                 | Votes nuls               | Votes nuls               | 312          | 0,61         |
| Total                    | Total                                      | Total                    | Total                    | 50 882       | 100          |
| Abstention               | Abstention                                 | Abstention               | Abstention               | 20 777       | 28,99        |
| Inscrits / participation | Inscrits / participation                   | Inscrits / participation | Inscrits / participation | 71 659       | 71,01        |

#### Douzième circonscription
Député sortant : Jean-Louis Bourlanges (Mouvement démocrate) qui ne se représente pas.
| Candidat                 | Candidat                 | Parti et coalition       | Nuance                   | Premier tour | Premier tour | Second tour | Second tour |
| Candidat                 | Candidat                 | Parti et coalition       | Nuance                   | Voix         | %            | Voix        | %           |
| ------------------------ | ------------------------ | ------------------------ | ------------------------ | ------------ | ------------ | ----------- | ----------- |
|                          | Jean-Didier Berger       | LR - SL (UDC)            | LR                       | 26 790       | 39,43        | 34 455      | 54,31       |
|                          | Lounès Adjroud           | PS (NFP)                 | UG                       | 26 034       | 38,32        | 28 985      | 45,69       |
|                          | Christophe Versini       | RN                       | RN                       | 11 710       | 17,24        |             |             |
|                          | Stéphane Legrand         | UNIV (TUPV)              | ECO                      | 1 762        | 2,59         |             |             |
|                          | Philippe Houplain        | REC                      | REC                      | 736          | 1,08         |             |             |
|                          | Guillaume Chinan         | SE                       | DVG                      | 444          | 0,65         |             |             |
|                          | Yann Bernard             | LO                       | EXG                      | 444          | 0,65         |             |             |
|                          | Assma Benharkat          | SE                       | DVG                      | 23           | 0,03         |             |             |
|                          |                          |                          |                          |              |              |             |             |
| Suffrages exprimés       | Suffrages exprimés       | Suffrages exprimés       | Suffrages exprimés       | 67 943       | 98,28        | 63 440      | 96,05       |
| Votes blancs             | Votes blancs             | Votes blancs             | Votes blancs             | 827          | 1,20         | 1 909       | 2,89        |
| Votes nuls               | Votes nuls               | Votes nuls               | Votes nuls               | 359          | 0,52         | 703         | 1,06        |
| Total                    | Total                    | Total                    | Total                    | 69 129       | 100          | 66 052      | 100         |
| Abstention               | Abstention               | Abstention               | Abstention               | 24 694       | 26,32        | 27 781      | 29,61       |
| Inscrits / participation | Inscrits / participation | Inscrits / participation | Inscrits / participation | 93 823       | 73,68        | 93 833      | 70,39       |

#### Treizième circonscription
Députée sortante : Maud Bregeon (Renaissance).
| Candidat                 | Candidat                 | Parti et coalition       | Nuance                   | Premier tour | Premier tour | Second tour | Second tour |
| Candidat                 | Candidat                 | Parti et coalition       | Nuance                   | Voix         | %            | Voix        | %           |
| ------------------------ | ------------------------ | ------------------------ | ------------------------ | ------------ | ------------ | ----------- | ----------- |
|                          | Maud Bregeon             | RE (ENS)                 | ENS                      | 25 721       | 39,18        | 33 310      | 56,12       |
|                          | Brice Gaillard (d)       | PS (NFP)                 | UG                       | 24 798       | 37,77        | 26 044      | 43,88       |
|                          | Patrick Yvars            | RN                       | RN                       | 9 629        | 14,67        |             |             |
|                          | Numa Isnard              | LR (UDC)                 | LR                       | 3 613        | 5,50         |             |             |
|                          | Marie-Josée Preto        | REC                      | REC                      | 770          | 1,17         |             |             |
|                          | Mohamed Tounsi           | SE                       | DVC                      | 736          | 1,12         |             |             |
|                          | Agathe Martin            | LO                       | EXG                      | 385          | 0,59         |             |             |
|                          |                          |                          |                          |              |              |             |             |
| Suffrages exprimés       | Suffrages exprimés       | Suffrages exprimés       | Suffrages exprimés       | 65 652       | 98,00        | 59 354      | 94,31       |
| Votes blancs             | Votes blancs             | Votes blancs             | Votes blancs             | 1 251        | 1,87         | 3 339       | 5,31        |
| Votes nuls               | Votes nuls               | Votes nuls               | Votes nuls               | 87           | 0,13         | 241         | 0,38        |
| Total                    | Total                    | Total                    | Total                    | 66 990       | 100          | 62 934      | 100         |
| Abstention               | Abstention               | Abstention               | Abstention               | 22 348       | 25,02        | 26 414      | 29,56       |
| Inscrits / participation | Inscrits / participation | Inscrits / participation | Inscrits / participation | 89 338       | 74,98        | 89 348      | 70,44       |

## Suites
Le 30 novembre 2024, Stéphane Séjourné, le secrétaire général de Renaissance, annonce sa démission de son mandat de député de la neuvième circonscription en raison de sa nomination comme commissaire européen, entraînant ainsi une élection législative partielle les 2 et 9 février 2025. Lors de celle-ci, la candidate de Renaissance et ancienne députée de la onzième circonscription Laurianne Rossi, est éliminée dès le premier tour, arrivant seulement en quatrième position, dans un contexte de multiplication des candidatures issues des partis soutenant la coalition gouvernementale. Ainsi, Élisabeth de Maistre (Les Républicains), qui était la suppléante de Stéphane Séjourné, est élue députée au second tour face au candidat d'Horizons Antoine de Jerphanion,.